# Sifflöjt
Sifflöjt (franska: Sifflet) är en orgelstämma inom principalstämmor eller flöjtstämmor som är 2´ eller 1´. Den tillhör kategorin labialstämmor och har en vidare mensur än principalen. Mensuren är som på orgelstämman Italiensk principal. Den kan även ha en vidare mensur som en flöjtstämma. I diskanten är det inte möjligt att skilja på om stämman är en flöjtstämma eller principalstämma, då övertonerna hamnar utanför den mänskliga hörselns frekvensomfång.
Stämman kan även vara byggd i kvintläge 1 1⁄3´.